# Baikal MP-153
La Baikal MP-153 es una escopeta semiautomática de calibre 12 accionada por gas fabricada por Kalashnikov Concern (originalmente por la Planta Mecánica de Izhevsk ) en Rusia. 
La escopeta está disponible con recámaras de 12/76 mm o 12/89 mm y barriles de 610, 650, 710 o 750 milímetros.
El MP-153 se fabrica con estrangulador fijo disponible en variantes Cilindro, Modificado o Completo, o con estranguladores de rosca disponibles en variantes Cilindro, Cilindro Mejorado, Modificado, Mejorado Modificado, Completo y Extra Completo. Normalmente, se incluyen 3 o 4 estranguladores con las variantes de escopeta con múltiples estranguladores y una llave que funciona como extractor de estranguladores y ajustador del tornillo de gases. Los estranguladores de rosca vienen en versiones reforzadas con plomo o acero.

## Historia
En 1997 se inició el desarrollo de una unidad 12/70 mm basada en el IZh-81M . Ante la creciente demanda del mercado de cañones de 12/89 mm, en febrero de 1999 se inició un mayor desarrollo de un cañón capaz de disparar cargas ligeras para tiro al plato y al foso, así como cargas más pesadas para la caza magnum. 
En noviembre de 2010 se produjeron 500.000 escopetas y su producción continuó.
- bloqueo del cañón mediante una única orejeta retráctil en la parte superior del cerrojo que encaja en un hueco cortado en la extensión del cañón (análogo a la patente de J.M. Browning) y aplicado en el modelo Remington 870 y sus opciones semiautomáticas.
- cargador tubular debajo del cañón. [3]

## Armas de fuego relacionadas
- Baikal MP-133
- Baikal MP-155 [4]

## Usuarios
- Armenia: el gobierno de Armenia autorizó el uso de MP-153 como armas para el personal del servicio de policía[5]
- Bielorrusia - permitida como arma de caza para civiles[6]
- Kazajistán[7]
- Rusia[8]
- Estados Unidos - Remington Spartan 453

## Exposiciones en museos
- Una escopeta MP-153 se encuentra en la colección del Museo de Armas del Estado de Tula en el Kremlin de Tula [9]